# Phare de Barcelona
Le phare de Barcelona (en anglais : Barcelona Light), également connu sous le nom de Portland Harbor Light est un phare inactif situé au port de Barcelona de sur le Lac Érié, à Westfield dans le Comté de Chautauqua (État de New York).
Il est inscrit au Registre national des lieux historiques depuis le 13 avril 1972 sous la NRHP référence : 72000825.

## Histoire
Westfield faisait autrefois partie de la ville de Portland et son port naturel s'appelait Portland Harbor. Lorsque la ville de Westfield fut officiellement créée en 1823, la zone portuaire devint connue sous le nom de Barcelona.
Le phare a été créé en 1829 grâce aux efforts de Thomas B. Campbell. La tour conique et la maison de gardien attenante ont été construites en pierre de champ. La lumière était émise grâce à onze lampes munies de réflecteurs. C'était le premier phare au monde à être alimenté au gaz naturel, que Campbell a transporté sur une distance de 1,5 km au moyen de tuyaux en bois. Trente ans plus tard, en 1859, le phare a été désactivé. Maintenant propriété privée, le phare est toujours allumé de façon décorative.

## Description
Le phare  est une tour conique en pierre et sans lanterne de 12 m de haut.
Identifiant : ARLHS : USA-038.

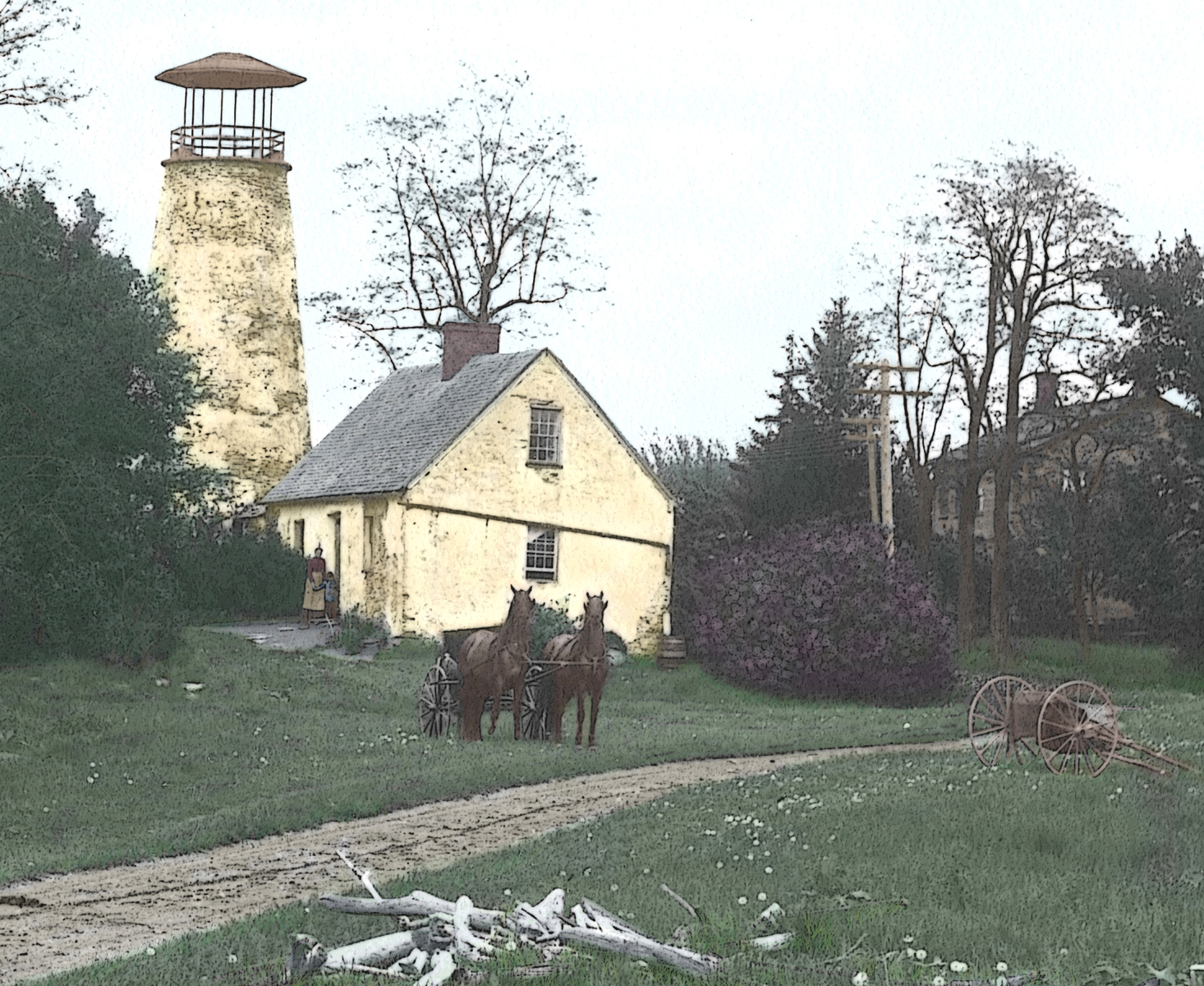
Le phare anciennement
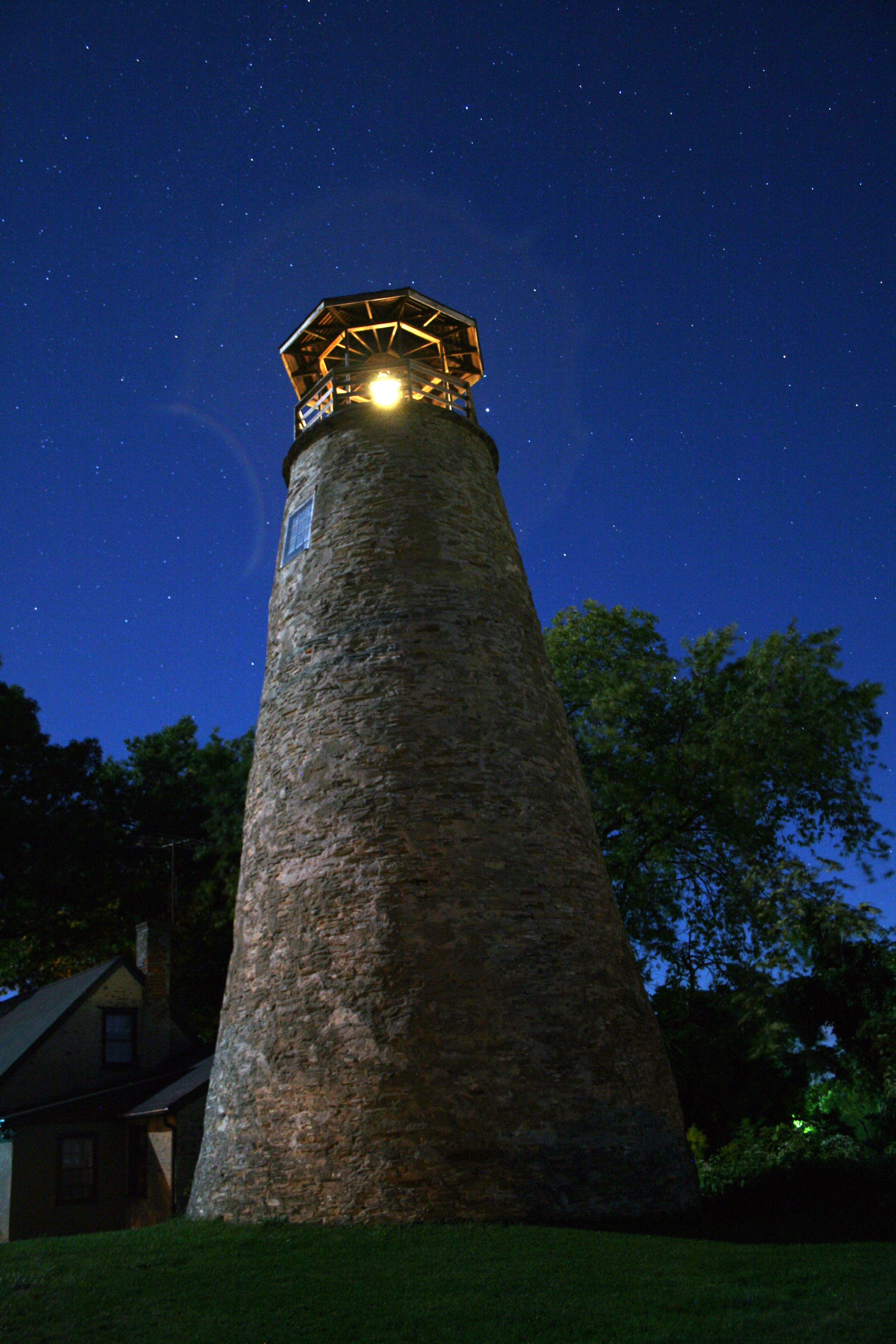
Phare(en 2016, de nuit)

### Lien connexe
- Liste des phares de l'État de New York